# Soplaviento
Soplaviento es un municipio de Colombia, situado en el departamento de Bolívar, a orillas del Canal del Dique. Se sitúa a 55 km de la capital, Cartagena de Indias. Su término municipal limita al norte con el departamento del Atlántico, al sur con Mahates, por el oeste con San Estanislao y por el este con San Cristóbal.

## Historia
La población fue fundada por Pedro de Heredia el 13 de noviembre de 1533, y se convirtió en municipio el 3 de octubre de 1908.
El 30 de noviembre de 1995, se desprende de este municipio: San Cristóbal y el centro poblado Higueretal.

## Estructura organizacional municipal
| Soplaviento  | Soplaviento | Soplaviento                |
| Departamento | Código DANE | Categoría municipal (2023) |
| ------------ | ----------- | -------------------------- |
| Bolívar      | 13760       | Sexta                      |

- Personería: Es un centro del Ministerio Público de Colombia que ejerce, vigila y hace control sobre la gestión de las alcaldías y entes descentralizados; velan por la promoción y protección de los derechos humanos; vigilan el debido proceso, la conservación del medio ambiente, el patrimonio público y la prestación eficiente de los servicios públicos, garantizando a la ciudadanía la defensa de sus derechos e intereses.

- Concejo Municipal: Es la suprema autoridad política del municipio. En materia administrativa sus atribuciones son de carácter normativo. También le corresponde vigilar y hacer control político a la administración municipal. Se regulan por los reglamentos internos de la corporación en el marco de la Constitución Política Colombiana (artículo 313) y las leyes, en especial la Ley 136 de 1994 y la Ley 1551 de 2012.

Constituido por 9 concejales por un periodo de 4 años.
- Alcaldía Municipal: En esta se encuentra la administración municipal y las entidades descentralizadas del municipio.

El Alcalde se pronuncia mediante decretos y se desempeña como representante legal, judicial y extrajudicial del municipio. El actual Alcalde municipal es Rafael Rodríguez Manotas (2024-2027), elegido por voto popular.
- JAL.

### Servicios públicos
- Energía Eléctrica: Afinia, del grupo EPM, es la empresa prestadora del servicio de energía eléctrica.
- Gas Natural: Gases del Caribe es la empresa distribuidora y comercializadora de gas natural en el municipio.